# Tyrone (Nuevo México)
Tyrone es un lugar designado por el censo ubicado en el condado de Grant en el estado estadounidense de Nuevo México. En el Censo de 2010 tenía una población de 637 habitantes y una densidad poblacional de 731,99 personas por km².

## Geografía
Tyrone se encuentra ubicado en las coordenadas 32°42′36″N 108°18′10″O / 32.71000, -108.30278. Según la Oficina del Censo de los Estados Unidos, Tyrone tiene una superficie total de 0.87 km², de la cual 0.87 km² corresponden a tierra firme y (0%) 0 km² es agua.

## Demografía
Según el censo de 2010, había 637 personas residiendo en Tyrone. La densidad de población era de 731,99 hab./km². De los 637 habitantes, Tyrone estaba compuesto por el 94.98% blancos, el 0.63% eran afroamericanos, el 0.31% eran amerindios, el 0.47% eran asiáticos, el 0% eran isleños del Pacífico, el 1.1% eran de otras razas y el 2.51% pertenecían a dos o más razas. Del total de la población el 43.49% eran hispanos o latinos de cualquier raza.